# Røyken
Røyken kommune er en en tidligere kommune som fra 2020 er en del af storkommunen Asker i Viken fylke i Norge. Hurum lå før 2020 i det tidligere Buskerud fylke og ligger på halvøen Hurumlandet. Den grænser i nord til Lier og Asker og i syd til Hurum. Vest for Drammensfjorden ligger Svelvik kommune. Øst for Oslofjorden ligger Nesodden.

## Areal og befolkning
De fleste af kommunens indbyggere bor i Hallenskog, Slemmestad, Spikkestad, Nærsnes, Røyken, Hyggen, Bødalen, Åros og Båtstø.
Oslo Kontrolcentral, som har ansvaret for flykontrollen i luftrummet over Øst-Norge, ligger i Røyken.